# Lithocarpus pakhaensis
Lithocarpus pakhaensis A.Camus – gatunek roślin z rodziny bukowatych (Fagaceae Dumort.). Występuje naturalnie w północnym Wietnamie oraz południowych Chinach (w południowo-wschodnim Junnanie). 

## Morfologia
PokrójZimozielone drzewo dorastające do 25 m wysokości.
LiścieBlaszka liściowa jest nieco skórzasta i ma lancetowaty kształt. Mierzy 7–12 cm długości oraz 1,5–3 cm szerokości, jest całobrzega, ma klinową lub zbiegającą po ogonku nasadę i spiczasty wierzchołek. Ogonek liściowy jest nagi i ma 10–15 mm długości.
OwoceOrzechy o stożkowatym kształcie, dorastają do 15–20 mm długości i 16–20 mm średnicy. Osadzone są pojedynczo w miseczkach w kształcie talerza, które mierzą 8–12 mm długości i 15–20 mm średnicy. Orzechy otulone są w miseczkach do 20% ich długości.

## Biologia i ekologia
Rośnie w wiecznie zielonych lasach. Występuje na wysokości od 1000 do 1400 m n.p.m. Kwitnie od lutego do marca, natomiast owoce dojrzewają od września do października.